# Jason Friedberg
Jason Friedberg (* 13. Oktober 1971 in Newark, New Jersey) ist ein US-amerikanischer Regisseur und Drehbuchautor, der vor allem durch seine Mitarbeit am ersten Scary Movie bekannt wurde und vorwiegend Parodien für den Massenmarkt dreht, unter anderem Date Movie und Fantastic Movie. Er arbeitet meist mit Aaron Seltzer zusammen. Im Jahr 2008 wurde er für das Drehbuch von Fantastic Movie für die Goldene Himbeere nominiert. Die IMDb führt die meisten seiner Produktionen in der Liste der 100 am schlechtesten bewerteten Filme.

## Filmografie
als Regisseur
- 2006: Date Movie
- 2007: Fantastic Movie (Epic Movie)
- 2008: Meine Frau, die Spartaner und ich (Meet the Spartans)
- 2008: Disaster Movie
- 2010: Beilight – Bis(s) zum Abendbrot (Vampires Suck)
- 2013: Die Pute von Panem – The Starving Games (The Starving Games)
- 2013: Hangover Girls – Best Night Ever (Best Night Ever)
- 2015: Superfast!

als Produzent
- 2006: Date Movie
- 2007: Fantastic Movie (Epic Movie)
- 2008: Meine Frau, die Spartaner und ich (Meet the Spartans)
- 2008: Disaster Movie
- 2010: Beilight – Bis(s) zum Abendbrot (Vampires Suck)

als Drehbuchautor
- 1996: Agent 00 – Mit der Lizenz zum Totlachen (Spy Hard)
- 2000: Scary Movie
- 2006: Date Movie
- 2007: Fantastic Movie (Epic Movie)
- 2008: Meine Frau, die Spartaner und ich (Meet the Spartans)
- 2008: Disaster Movie
- 2010: Beilight – Bis(s) zum Abendbrot (Vampires Suck)
- 2013: Die Pute von Panem – The Starving Games (The Starving Games)
- 2013: Hangover Girls – Best Night Ever (Best Night Ever)
- 2015: Superfast!